# Felix Prohaska
Felix Prohaska (* 16. Mai 1912 in Wien; † 29. März 1987 ebenda) war ein österreichischer Dirigent und Professor für Musikwissenschaft in Hannover.

## Ausbildung
Felix Prohaska war der Sohn des Komponisten und Professoren Carl Prohaska (1869–1927). Seine Musikausbildung erhielt er von seinem Vater, Klavier studierte er bei Eduard Steuermann, Theorie bei Egon Kornauth und Hans Gál.

## Beruflicher Werdegang
Felix Prohaska war als „Repetiteur“ an der Grazer Oper 1936–1939 tätig, als Dirigent an den Opern in Duisburg 1939–1941, in Straßburg 1941–1943, Prag, Salzburg und an der Wiener Volksoper 1946–1955. Von 1955 bis 1961 war Prohaska Stellvertretender Generalmusikdirektor in Frankfurt am Main und erster Kapellmeister an der Oper Frankfurt. Von 1961 bis 1969 leitete er die Akademie/Hochschule für Musik und Theater Hannover und war dort gleichzeitig Professor bis 1975. Des Weiteren arbeitete er an der Volksoper in Wien 1964–1967 und 1965–1974 auch an der Niedersächsischen Staatsoper Hannover. Für kurze Zeit unterrichtete er auch an der Wiener Musikhochschule und am Wiener Konservatorium. Unter seiner Leitung wurden viele Aufnahmen der Musik von Johann Sebastian Bach, Wolfgang Amadeus Mozart, Franz Schubert und Gustav Mahler für das Label Vanguard Classics gemacht.

## Familiäres
Felix Prohaska ist Sohn von Carl Prohaska und Großvater von Anna Prohaska und Daniel Prohaska.

## Auszeichnungen
- Walter-Gieseking-Medaille der Staatlichen Hochschule für Musik und Theater Hannover für der Hochschule verbundene Persönlichkeiten[2]